# Ernst de Jonge

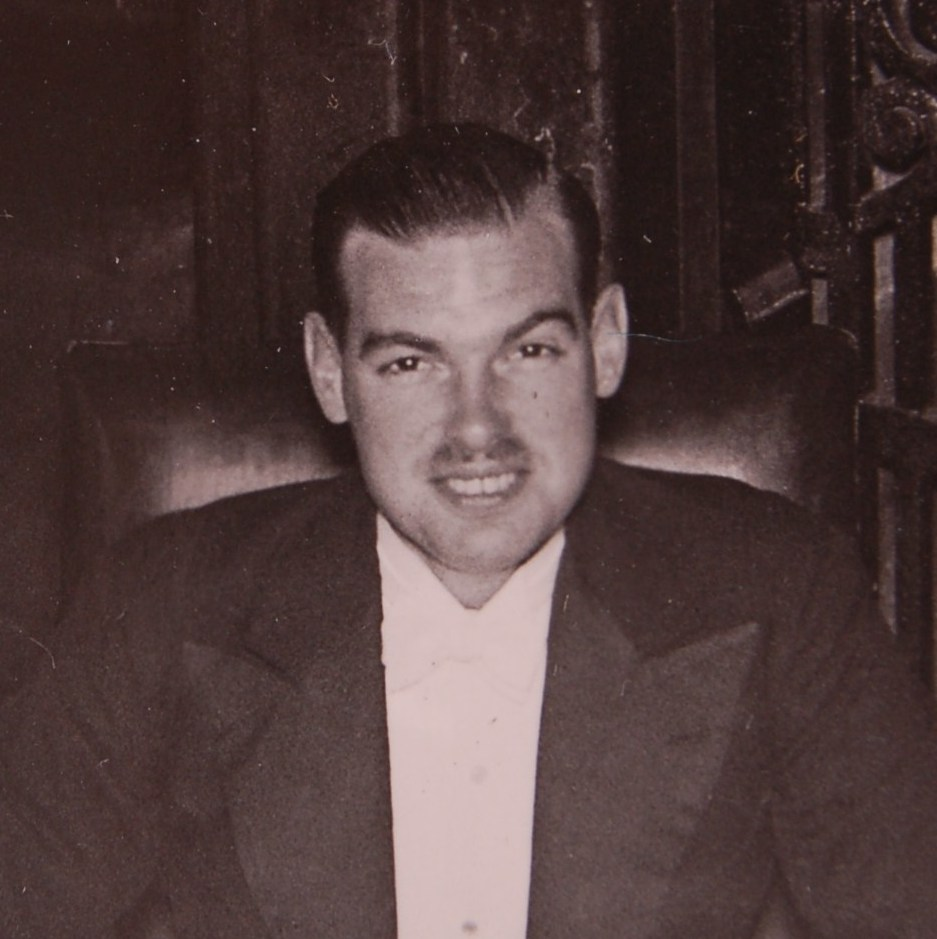
Ernst de Jonge (1937)

Ernst Willem Jonkheer de Jonge (* 22. Mai 1914 in Sinabang; † September 1944) war ein niederländischer Agent und Widerstandskämpfer gegen die Besetzung der Niederlande durch das nationalsozialistische Deutsche Reich. 1936 nahm er als Ruderer an den Olympischen Spielen in Berlin teil.

## Biographie

### Jugend und Studentenzeit
Ernst de Jonge wurde in Niederländisch-Indien als eines von fünf Kindern der Familie geboren. 1925 kehrten die de Jonges in die Niederlande zurück, da der Vater einen Direktorenposten bei der Combined Javanese Timber Companies in Amsterdam erhalten hatte. Ernst de Jonge besuchte in Baarn das Lyzeum, von dem er dreimal verwiesen wurde, aber jedes Mal zurückkehren durfte. Er galt als wild und ungezügelt, aber auch als warmherzig und charmant.
Ab 1932 leistete de Jonge seinen Militärdienst an der School voor Reserve Officieren Bereden Artillerie (SROBA) in Ede ab. Dabei erwarb er sich den Ruf, „de meest gestrafte cadet in de geschiedenis van de krijgsmacht te zijn“ („der meistbestrafte Rekrut in der Geschichte der Armee zu sein“). Dies ging soweit, dass seine Vorgesetzten Beschwerden erhielten, warum de Jonge nicht längst aus dem Dienst entlassen worden sei. Sein Ausbilder entgegnete darauf, de Jonge sei zwar ein „wilder Junge“, werde jedoch im Falle eines Krieges von großem Wert sein.
Anschließend absolvierte Ernst de Jonge sein Jura-Studium an der Universität Leiden. Er war in dieser Zeit Präsident des Koninklijke Studenten Roeivereeniging „Njord“ (KSRV Njord), ab 1937 auch Präsident der Leidse Studenten Vereniging „Minerva“. Ein neuer Kommilitone, Erik Hazelhoff Roelfzema, war äußerst beeindruckt von preses de Jonge: „[...] ik voelde zijn charisma door de zaal vloeien.“ („[...] ich fühlte sein Charisma durch den Saal fließen.“) De Jonge sei ihm wie ein „griechischer Gott auf Kneipentour im Hades“ erschienen. Als Neuling wurde Roelfzema aufgefordert, ein Lied vorzutragen, da warf de Jonge ihm eine Suppenterrine an den Kopf. Es habe ein „Blutbad“ gegeben, so berichtete Roelfzema in späteren Jahren. Anschließend sei de Jonge jedoch mit einer Flasche Armagnac in sein Zimmer gekommen, habe sich entschuldigt, und die beiden Männer befreundeten sich. Später sollten Roelfzema und de Jonge im Widerstand zusammenarbeiten.
1936 nahm Ernst de Jonge gemeinsam mit seinen Kommilitonen Karel Hardeman und Hans van Walsem, die ebenfalls aus Niederländisch-Indien stammten, an den Ruderwettkämpfen der Olympischen Spiele in Berlin im Zweier mit Steuermann teil. Das Boot belegte im Vorlauf den letzten Platz, und im Hoffnungslauf verpasste es das Finale. Das schlechte Abschneiden lag vor allem daran, dass die drei Sportler Studenten waren, die das Rudern wenig ernsthaft lediglich als Hobby betrieben und mit einem im Vergleich zu anderen Nationen alten Boot angereist waren. 1936 und 1937 nahm er im Vierer mit Steuermann an der jährlichen Universitäts-Regatta Varsity teil.
Nach Beendigung seines Studiums im Jahre 1938 nahm de Jonge eine Stelle als Jurist bei dem Ölunternehmen Bataafse Petroleum Maatschappij (B.P.M.) an, einer Tochtergesellschaft von Shell. Ab Februar 1940 lebte und arbeitete er in Curaçao, wo er sich sehr wohl fühlte: Er hatte eine verantwortungsvolle Position, verstand sich gut mit seinem Vorgesetzten und genoss das Leben in der Karibik.

### Im Widerstand
Nach der Besetzung der Niederlande durch die deutsche Wehrmacht am 15. Mai 1940 bot Ernst de Jonge Prinz Bernhard in London brieflich seine Dienste im Militär an und machte zu diesem Zwecke den Pilotenschein. Im August 1941 reiste er nach London, nachdem ihn seine Arbeitgeberin zuvor freigestellt hatte. Sein zwei Jahre älterer Bruder Marien de Jonge überquerte von den Niederlanden aus den Kanal als „Englandfahrer“ und diente sich ebenso der niederländischen Exil-Regierung an. In London wurde Ernst de Jonge vom Secret Intelligence Service (MI6) ausgebildet.
Vor dem Start seiner Mission in den Niederlanden sprach Ernst de Jonge in Radio Oranje, so dass seine Familie in den Niederlanden seine Stimme hörte. Am 24. Februar 1942 wurde er von seinem ehemaligen Kommilitonen Erik Hazelhoff Roelfzema nachts bei Neumond mit dem Boot an der niederländischen Küste nahe Katwijk abgesetzt, um hinter den Linien als Spion zu arbeiten, gemeinsam mit dem Funker Jan Radema. Wenig später organisierte de Jonge den Transport von Mikrofilmen mit ausführlichen Informationen zu den Stationierungen der Wehrmacht in den Niederlanden an Bord eines gestohlenen Fischerbootes nach England. Durch das sogenannte Englandspiel der deutschen Abwehr, auch Unternehmen Nordpol genannt, flog die Aktion jedoch auf. Dabei erfuhren die Deutschen beiläufig von einem Spion von „indo-europäischer“ Erscheinung (de Jonge war schwarzhaarig und von dunklem Teint). Am 18. Mai 1942 wurden die Überbringer des Mikrofilms von den Deutschen verhaftet. Durch den V-Mann Anton van der Waals erfuhr Abwehrchef Joseph Schreieder die Adresse der Wohnung in Rotterdam, in der de Jonge wohnte; als Schreieder diesen dort unerwartet antraf, war ihm auf Anhieb klar, dass dieser Mann der „indo-europäisch“ aussehende Spion war. Am 22. Mai 1942, seinem 28. Geburtstag, wurde er von den Deutschen in seinem Unterschlupf in Rotterdam verhaftet.
De Jonge wurde in den Binnenhof in Den Haag gebracht; sein Mitstreiter Leen Pot konnte während einer Verlegung innerhalb des Gebäudekomplexes entkommen. Pot übernahm später die Leitung der von de Jonge gebildeten Gruppe.
Von Den Haag aus wurde Ernst de Jonge für mehrere Monate in das Oranjehotel in Scheveningen verlegt und schließlich in ein Gefängnis in Haaren. Nachdem von dort drei Gefangene entkommen waren, wurden de Jonge und 50 weitere Agenten mit Handschellen und Kapuzen über dem Kopf in das Huis van Bewaring nach Assen gebracht. Von dort aus schrieb er am 23. Februar 1944 den letzten Brief an seine Eltern. Sein Bruder Marinus, der seinen Dienst in Niederländisch-Indien versah, kehrte nach London zurück und suchte vergeblich um Genehmigung, Ernst de Jonge mit der Hilfe von zwei Fallschirmjägern zu befreien. Dieser war mutmaßlich inzwischen nach Rawicz transportiert worden; ob er dort oder auf dem Transport dorthin ums Leben kam, ist ungeklärt. Von ihm und zehn seiner Mitgefangenen fehlt bis heute jede Spur. 40 Angehörige der Gruppe wurden im September 1944 im KZ Mauthausen ermordet. Der Steuermann des Bootes von 1936, Hans van Walsem, kam am 2. Januar 1944 im KZ Neuengamme ums Leben; auch er war im Widerstand aktiv.

## Ehrungen und Erinnerungen

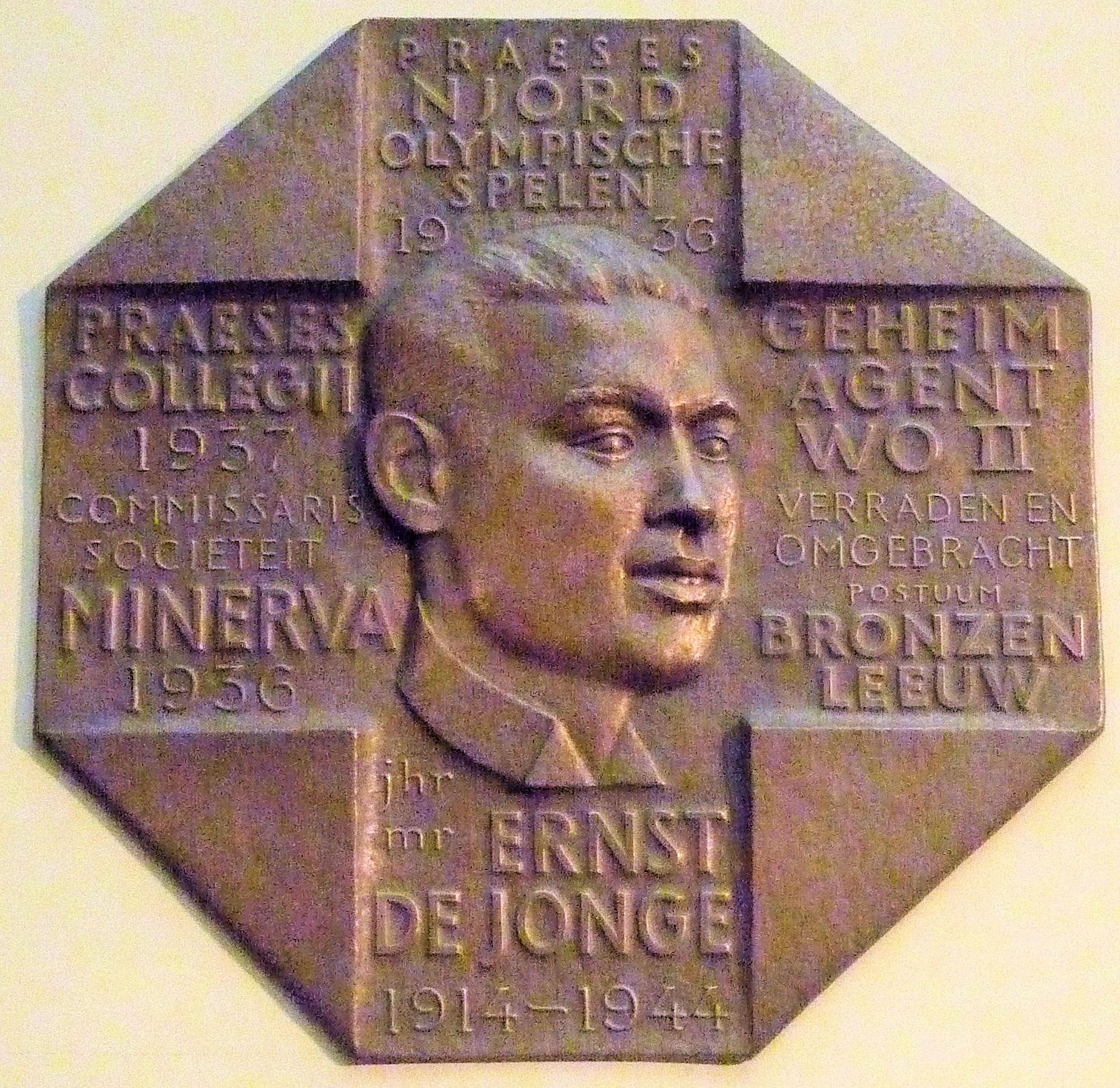
Tafel zur Erinnerung an de Jonge am Gebäude der Studentenvereinigung „Minerva“ in Leiden

Posthum wurde Ernst de Jonge mit dem Bronzenen Löwen und dem Verzetsherdenkingskruis geehrt.
Sein Ruderkamerad Karel Hardeman schrieb ein Buch mit dem Titel Herinneringen aan jr mr Ernst W. de Jonge, das die gemeinsamen Jugendjahre auf Java und die Studentenzeit schildert. Der ältere Bruder Marien de Jonge verfasste ein Manuskript über das Leben seines Bruders.
1978 kam der Film Der Soldat von Oranien von Regisseur Paul Verhoeven heraus, in dem das Leben des niederländischen Widerstandskämpfers Erik Hazelhoff Roelfzema erzählt wird. In diesem Film wird der Charakter de Jonges von Jeroen Krabbé verkörpert. 2010 wurde diese Geschichte als Musical auf die Bühne gebracht; Spielort ist ein ehemaliger Hangar in Valkenburg, einem Ortsteil von Katwijk. Am 22. Juli 2017 fand die 2200. Vorstellung statt.
Marien de Jonge überlebte den Krieg und ging als hochdekorierter Militär – er diente unter anderem als Adjutant von Königin Juliana – in den Ruhestand. Als er 100 Jahre alt wurde im Jahre 2011, wünschte er sich eine Erinnerungstafel für seinen Bruder: „Waarom word ik honderd en is mijn broer zo vroeg gestorven?“ Diese wurde am 9. März 2012 am Gebäude der Studentenvereinigung „Minerva“ in Leiden von ihm und dem Schauspieler Harpert Michielsen enthüllt, der im Musical die Rolle von Ernst de Jonge spielt.